# Різомісові
Різомісові (Rhizomyinae) — підродина гризунів родини сліпакові (Spalacidae).

## Опис
Представники підродини є масивними та громіздкими тваринами, що живуть під землею. Довжина тіла сягає 50-480 мм, хвоста — 50-200 мм, вага, в залежності від виду, коливається від 150 г до 4 кг. Вони живляться підземними частинами рослин. Більшість часу проводять у підземних ходах, на поверхню виходить рідко, переважно вночі або у сутінках.

## Класифікація
Підродина включає 17 видів у трьох родах:
- Підродина Rhizomyinae[1]
  - Триба Rhizomyini
    - Рід Rhizomys
      - Rhizomys pruinosus
      - Rhizomys sinensis
      - Rhizomys sumatrensis

    - Рід Cannomys
      - Cannomys badius

  - Триба Tachyoryctini
    - Рід Tachyoryctes
      - Tachyoryctes ankoliae
      - Tachyoryctes annectens
      - Tachyoryctes audax
      - Tachyoryctes daemon
      - Tachyoryctes ibeanus
      - Tachyoryctes macrocephalus
      - Tachyoryctes naivashae
      - Tachyoryctes rex
      - Tachyoryctes ruandae
      - Tachyoryctes ruddi
      - Tachyoryctes spalacinus
      - Tachyoryctes splendens
      - Tachyoryctes storeyi